# Маккензи, Родерик, 4-й граф Кромарти
Родерик Грант Фрэнсис Блант-Маккензи, 4-й граф Кромарти (англ. Roderick Grant Francis Blunt-Mackenzie, 4th Earl of Cromartie; 24 октября 1904 — 13 декабря 1989) — шотландский пэр и военный. В 1979 году он был признан главой клана Маккензи.

## Происхождение и молодость
Родился 24 октября 1904 года и был крещен 2 декабря 1904 года в церкви Аддербери, Оксфордшир . С рождения его называли виконтом Тарбатом. Старший сын леди Сибилл Лилиан Маккензи, 3-й графини Кромарти (1878—1962) и подполковника Эдварда Уолтера Бланта (1869—1949) . Младший брат — Достопочтенный Уолтер Осра Блант-Маккензи (1906—1951), служивший в Королевском военно-морском резерве во время Второй мировой войны. У него также было две сестры, леди Джанет Фрэнсис Изобель Блант-Маккензи (умершая в младенчестве) и леди Изобель Блант-Маккензи, жена капитана Оскара Линды из Ассинт-хауса.
Его дед, Фрэнсис Маккензи, 2-й граф Кромарти (1852—1893), был младшим сыном Джорджа Сазерленда-Левезона-Гоуэра, 3-го герцога Сазерленда (1828—1892) и Энн Хэй-Маккензи, 1-й графини Кромарти (1829—1888), праправнучки Джорджа Маккензи, 3-го графа Кромарти, принимавшего участие в восстании якобитов в 1745 году и лишенного титулов в 1746 году. Его тетя, леди Констанс Маккензи (1882—1932), была женой сэра Эдварда Стюарта-Ричардсона, 15-го баронета (1872—1914), и была известна своими полуодетыми танцами на «шиллинговых местах» театров в 1910 году, что вызвало неудовольствие короля Эдуарда VII, который посчитал это неподобающим поведением для дворянки, из-за чего ей запретили допускать к двору. Его отец был старшим сыном генерал-майора Чарльза Гарриса Бланта из поместья Аддербери (внук Уолтера Бланта, младшего сына сэра Генри Бланта, 2-го баронета) и Мэри Огасты Тод (дочь полковника Джеймса Тода, офицера Британской Ост-Индской компании).
Он получил образование в школе Чартерхаус в Годалминге, графство Суррей, и в Королевском военном колледже Сандхерст.

## Карьера

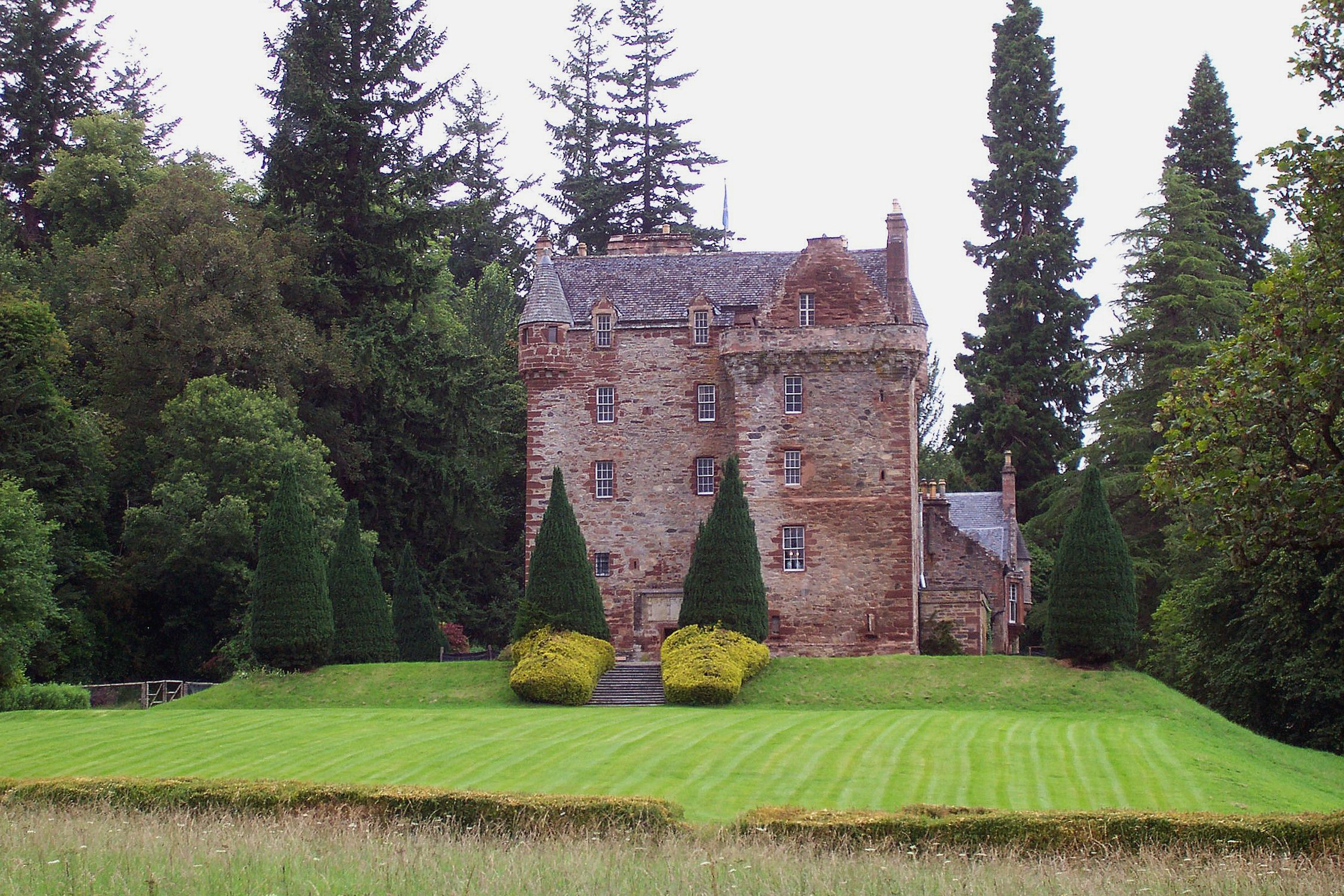
Замок Леод

В 1924 году виконт Тарбат был зачислен в 1-й батальон сифотских горцев, а в 1925 году перешёл во 2-й батальон в Индии. Он воевал на северо-западной границе (современная Хайбер-Пахтунхва), в 1925 году, перед прикомандированием к Королевским западноафриканским пограничным силам в Нигерии 1928—1930 годах. Вернувшись в состав сифотских горцев в Индии, он снова служил на границе во время восстания Африди Красных Рубашек 1930—1931 годов. В 1932 году он уволился из регулярной армии, а в 1937 году занимал должность мирового судьи Росса и Кромарти.
В январе 1938 года Родерик Маккензи вступил в 4-й (территориальный) батальон сифотских горцев. В 1939 году получил звание майора и в 1940 году, во время Второй мировой войны, сражался в составе 4-й Сифортской дивизии во Франции в составе 51-й (Хайлендской) дивизии. Рекомендованный к Военному кресту за заслуги во время отступления к побережью, он стал военнопленным, когда его подразделение было отрезано в Сен-Валери-ан-Ко на побережье Ла-Манша в июне 1940 года. Был награждён Военным крестом после своего освобождения в 1945 году . Он занимал пост члена Совета графства Росс и Кромарти в 1964 году и в том же году был награждён Территориальным орденом. Он занимал пост шерифа Росса и Кромарти и был назначен членом Общества антикваров Шотландии.
20 мая 1962 года он унаследовал титулы 4-го барона Каслхейвена из Каслхейвена, 4-го виконта Тарбата из Тарбата, 4-го барона Маклеода из замка Леод и 4-го графа Кромарти. В 1979 году Блант-Маккензи был признан главой клана Маккензи лордом Лайоном . Резиденцией графов Кромарти является замок Леод, Стратпеффер, Россшир.

## Личная жизнь
Лорд Кромарти был трижды женат и имел троих детей. Хотя он был известен как виконт Тарбат, его первый брак состоялся в Америке 11 марта 1933 года с разведенной американкой Дороти (урождённой Даунинг) Портер, дочерью Гранта Батлера Даунинга из Кентукки. Супруги развелись в 1945 году . Позже Дороти вышла замуж за подполковника норвежской армии Гуннара Гундерсена. Дети от первого брака:
- Леди Сибелл Агнес Джулия Блант-Маккензи (род. 15 февраля 1934), вышедшая замуж за Фрэнсиса Эдварда Ласеллеса Хэдвена, старшего сына Эдварда Хьюберта Ласеллеса Хадвена из Консульской службы Леванта, в 1953 году. После развода в 1961 году она вышла замуж за Аппутурая Джеяраму Чандрана в 1974 году[3].
- Леди Джилэн Фрэнсис Блант-Маккензи (род. 25 февраля 1936), вышедшая замуж за архитектора Рене Эжена Вельтера, единственного сына профессора Жоржа Ф. Вельтера, генерального консула Люксембурга в Канаде, в 1959 году[10]. Они развелись в 1973 году[3].

30 января 1947 года Родерик Маккензи женился на Ольге (урождённой Лоуренс) Мендоса (ум. 26 февраля 1996), бывшей жене Питера Мендосы и дочери Стюарта Лоранса (развод в 1962 году). Дети от второго брака:
- Джон Рори Блант Грант Блант-Маккензи, 5-й граф Кромарти (род. 12 июня 1948)[11]

1 декабря 1962 года лорд Кромарти женился на Лилиан Джанет Гарви Ричард, дочери профессора Джеймса Уолтера Маклауда из Эдинбурга и бывшей жене подполковника Д. С. Ричарда. Третий брак был бездетным.
Лорд Кромарти скончался 13 декабря 1989 года.